# Bathyclarias foveolatus
Bathyclarias foveolatus är en fiskart som först beskrevs av Jackson, 1955.  Bathyclarias foveolatus ingår i släktet Bathyclarias och familjen Clariidae. IUCN kategoriserar arten globalt som livskraftig. Inga underarter finns listade.